# 퇴플리츠 연산자
연산자 이론에서 퇴플리츠 연산자(Toeplitz operator)는 하디 공간에 대한 원 위의 곱셈 연산자의 압축이다.

## 자세한 내용
{\displaystyle S^{1}}을 복소 평면의 단위 원으로, 표준 르베그 측도를 가지며, {\displaystyle L^{2}(S^{1})}을 복소수 값 제곱 적분 가능 함수의 힐베르트 공간이라고 하자. {\displaystyle S^{1}} 위의 유계 가측 복소수 값 함수 {\displaystyle g}는 {\displaystyle L^{2}(S^{1})}에 대한 곱셈 연산자 {\displaystyle M_{g}}를 정의한다. {\displaystyle P}를 {\displaystyle L^{2}(S^{1})}에서 하디 공간 {\displaystyle H^{2}}로의 투영이라고 하자. 심볼 {\displaystyle g}를 가진 퇴플리츠 연산자는 다음과 같이 정의된다.
{\displaystyle T_{g}=PM_{g}\vert _{H^{2}},}
여기서 " | "는 제한을 의미한다.
{\displaystyle H^{2}} 위의 유계 연산자는 기저 {\displaystyle \{z^{n},z\in \mathbb {C} ,n\geq 0\}}에서 행렬 표현이 상수 대각선을 갖는 경우에만 퇴플리츠 연산자이다.

## 정리
- 정리: 만약 {\displaystyle g}가 연속이면, {\displaystyle T_{g}-\lambda }는 {\displaystyle \lambda }가 집합 {\displaystyle g(S^{1})}에 속하지 않는 경우에만 프레드홀름이다. 만약 프레드홀름이라면, 그 지수는 원점에 대한 {\displaystyle g}가 그리는 곡선의 회전 수의 음수이다.

증명은 Douglas (1972, p.185)를 참조하라. 그는 이 정리를 마르크 크레인, 해럴드 위덤, 앨런 데비나츠에게 돌린다. 이것은 아티야-싱어 지수 정리의 중요한 특별한 경우로 간주될 수 있다.
- 액슬러-장성룽-새러슨 정리: 연산자 {\displaystyle T_{f}T_{g}-T_{fg}}는 {\displaystyle H^{\infty }[{\bar {f}}]\cap H^{\infty }[g]\subseteq H^{\infty }+C^{0}(S^{1})}인 경우에만 콤팩트이다.

여기서 {\displaystyle H^{\infty }}는 {\displaystyle L^{\infty }(S^{1})}의 해석 함수(음의 푸리에 계수가 0인 함수)의 닫힌 부분 대수, {\displaystyle H^{\infty }[f]}는 {\displaystyle f}와 {\displaystyle H^{\infty }}에 의해 생성된 {\displaystyle L^{\infty }(S^{1})}의 닫힌 부분 대수, {\displaystyle C^{0}(S^{1})}은 원 위의 연속 함수 공간(대수적 집합으로서)을 나타낸다. S.Axler, S-Y. Chang, D. Sarason (1978)을 참조하라.

## 같이 보기
- 퇴플리츠 행렬